# Йоахім фон Герлах
Йоахім фон Герлах (нім. Joachim von Gerlach; 22 листопада 1895, Берлін — 19 березня 1979, Дармштадт) — німецький військово-морський діяч, контрадмірал крігсмаріне (1 лютого 1943).

## Біографія
1 квітня 1913 року вступив на флот кадетом. Пройшов підготовку на важкому крейсері «Ганза» і у військово-морському училищі в Мюрвіку (1914). Служив на лінійних кораблях, з травня 1917 року — на мінних тральщиках. З жовтня 1919 року командував ротами в різних частинах берегової оборони. З 12 січня 1923 року — вахтовий офіцер міноносця V-1, з 1 січня 1924 року — Т-156. З 1 квітня 1926 року — командир міноносця Т-156. 30 вересня 1926 року переведений на службу в Випробувальний торпедний інститут. З 28 вересня 1929 року — торпедний офіцер на крейсері «Кенігсберг», з 25 вересня 1930 року — на лінкорі «Шлезвіг-Гольштейн». 30 вересня 1931 року переведений на військово-морські верфі у Вільгельмсгафені, а потім навчався у Вищому технічному училищі в Берліні (1934). З 24 вересня 1934 року — навігаційний офіцер на броненосці «Дойчланд». З 9 листопада 1936 року — референт, з 1 жовтня 1937 року — начальник штабу торпедної інспекції. 2 листопада 1938 року призначений начальником Відділу торпедного озброєння Управління озброєнь ОКМ. У квітня 1940 року переведений в штаб командувача-адмірала в Норвегії, а 27 червня 1940 року — в розпорядження ОКМ. З 10 липня 1940 року — комендант відділу Везермюнде. З 10 червня 1942 року — начальник штабу командувача ВМС в Данії. 21 вересня 1942 року призначений комендантом морської оборони Нарвіка. 5 квітня 1945 року відкликаний до Німеччини і отримав посаду начальника Випробувального командування нових кораблів, проте фактично це відомство так і не почало діяти до кінця війни. 9 травня 1945 року взятий в полон союзниками. 2 грудня 1946 року звільнений.

## Нагороди
- Залізний хрест
  - 2-го класу (1 липня 1916)
  - 1-го класу (27 вересня 1919)
- Почесний хрест ветерана війни з мечами (30 січня 1935)
- Медаль «За вислугу років у Вермахті»
  - 4-го, 3-го і 2-го року (18 років; 2 жовтня 1936) — отримав 3 нагороди одночасно.
  - 1-го класу (25 років; 1 квітня 1938)
- Застібка до Залізного хреста
  - 2-го класу (21 травня 1940)
  - 1-го класу (14 вересня 1942)
- Нагрудний знак морської артилерії (17 квітня 1942)
- Хрест Воєнних заслуг 2-го класу з мечами (1 вересня 1944)